# Talea (Prahova)
Talea é uma comuna romena localizada no distrito de Prahova, na região de Muntênia. A comuna possui uma área de 24.85 km² e sua população era de 1152 habitantes segundo o censo de 2007.